# Skomoroch
Die Skomorochi (russisch Скоморохи), auch Skomorochen, waren mittelalterliche fahrende Volksunterhalter, die unter anderem Schauspieler, Bärenführer, Spielleute, Seiltänzer und Spaßmacher waren und Handpuppenspiele mit Petruschka aufführten. Ihre Auftritte wurden musikalisch von Dudelsäcken, Trommeln und Saiteninstrumenten (gusli, domra und Drehleiern) begleitet.
Die älteste Nachricht über Skoromorochi stammt aus dem Jahr 1068. Im 16. Jahrhundert wurden die Skomorochi in Städten ansässig, 1613 wurde in Moskau die Potjeschnaja Palata (etwa „Belustigungshaus“) errichtet. Die Skomorochi wurden von der Kirche und vom Staat wegen der Gottes- und Herrscherlästerung verfolgt, als Satansdiener verrufen. 1648 wurden durch einen Ukas des Zaren ihre Auftritte verboten.

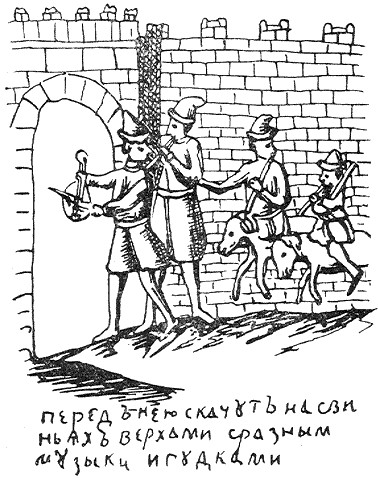
Skomorochi – russischer Volksbilderbogen (Lubok)
Belarussische Skomorochi
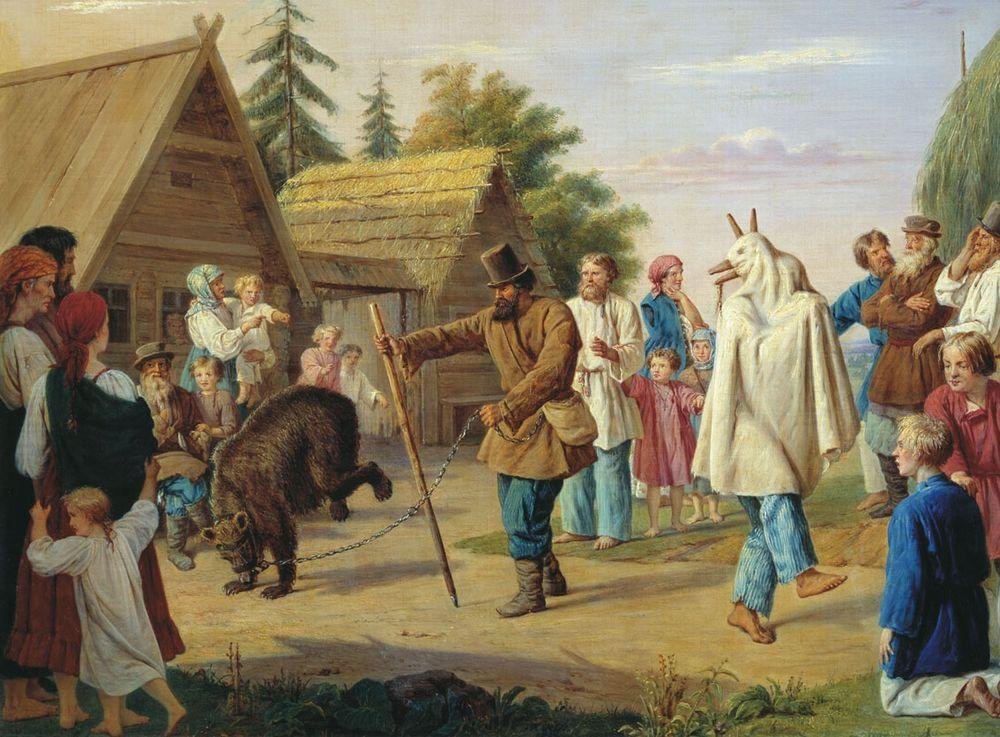
Gemälde von Franz Riss, 1857